# Stade central (Volgograd)
Pour les articles homonymes, voir Stade central.
Le stade Central (en russe : Центральный стадион, Tsentralnyi Stadion) était un stade multi-fonctions situé à Volgograd, Russie. Son club résident était le FK Rotor Volgograd et sa capacité était de 32 120 places. 
Le stade est démoli en 2014 afin de faire place à la Volgograd-Arena, une enceinte de 45 015 places construite pour la Coupe du monde de football de 2018.